# 文化産業
ユネスコやGATTなどの国際機関によれば、文化産業（ぶんかさんぎょう）は、本質的に文化的で多くの場合、知的財産権によって保護されている財・サービスの生産（創造）と流通を担っている。なお、文化産業は、しばしば「創造産業」とも呼ばれる。日本では、「コンテンツ産業」という名称も用いられている。

## 概要
文化産業概念は、一般に、織物、音楽、テレビ、映画、出版、工芸、デザイン、ビデオゲームを含んでいる。建築や視覚芸術、舞台芸術、スポーツ、広告、文化観光が含まれる場合もある。これらは、知識に基づき、また労働集約的であり、雇用と富を創出する。創造性を養い、革新を促進することによって、社会は、文化多様性を維持しながら、経済的成果を高めることができる。
文化産業は、世界規模で、新しいデジタル技術を採用しつつ、同時に国家・地域・国際レベルでの規制（緩和）に直面している。こうした要因は、文化的財・サービス・投資の流れを根本的に変えた。その結果、文化産業では、国際化と累積的な集積が進んだ。そして、2,3の巨大な複合企業（コングロマリット）―新しい地球規模の寡占体制―が形成されつつある。

## 2つの「文化産業」概念
日本における文化産業概念には、二つの流れがある。一つはドイツ語から翻訳されたもので、国際的に文化産業というと、こちらを意味することになる。今一つは、高度成長期に、将来の成熟社会を睨み、当時の物的価値偏重を是正するという目的で、国民一般の精神的価値への関心を高めるためには、それまでの骨董品的文化行政では不充分であり、産業レベルでの意識改革が必要だということで提唱されたものである。現代の日本における文化産業概念には、この両者が渾然一体となっていることに注意を要する。なお、後者は、通商産業省商務課課長補佐であった小野五郎（現、埼玉大学名誉教授）が1970年代初めに新政策として提唱したのが始まりである。